# Франк Депестеле
Франк Депе́стеле (нід. Frank Depestele; нар. 3 вересня 1977, Тіне) — бельгійський волейбольний тренер, колишній волейболіст, який грав на позиції пасувальника (зв'язуючого), гравець збірної Бельгії, харківського «Локомотива».

## Життєпис
Народився 3 вересня 1977 року в Тіне.
Грав у бельгійських клубах «Ліндеманс» (Lindemans, Аалст, 1994—1995, 1997—1999, 2015—2017), «Фламінго» (Малдегем, 1996—1997), «Кнак Рандстанд» (Руселаре, 2002—2006, 2009—2011), грецьких «Іраклісі» (Салоніки, 2006—2007) і «Панатінаїкосі» (2008—2009), швейцарському Concordia MTV Näfels Volleyball (1999—2000), російській «Іскрі» (Одинцово, 2011—2012), харківському «Локомотиві» (2012; улітку підписав річну угоду, однак покинув клуб у грудні у зв'язку із сімейними обставинами), турецькому «Фенербахче» (2012—2013), французькому «Beauvais Oise UC» (Бове, 2013—2015), аргентинському «Болівар Волей» (2017—2018, 4-місячну угоду підписав наприкінці грудня 2017).
Був гравцем збірної Бельгії, її капітаном (зокрема, під час першостей Європи 2007, світу 2014).
Тренував клуб «Декоспан Воллей Тім» (Decospan Volley Team, Менен).
У серпні 2019 брав участь у виставковому турнірі з волейболу на підтопленому водою майданчику на річці Любляниці (Словенія).